# Ishibashi Kazunori
Ishibashi Kazunori (石橋和訓, Shimane, 6 de junho de 1876 – 3 de maio de 1928) foi um pintor japonês, conhecido por trabalhar com pinturas Yōga e Nihonga.
É conhecido pelo quadro Woman Reading Poetry, cuja modelo foi uma atriz inglesa. O quadro é reconhecido como sua obra-prima e foi designado como Propriedade Cultural do Japão pela prefeitura de Shimane.

## Biografia
Kazunori nasceu em Shimane, em 1876. Era o filho mais velho de Kumasaburo Ishibashi, um fazendeiro na vila de Tanbe, distrito de Iishi. Em 1876, Kazunori estudou em Tóquio sob a orientação de Taki Katei, ao longo de quatro anos. Em 1903, mudou-se para Londres, onde inicialmente deu aulas particulares de desenho, antes de se matricular na Academia Real Inglesa.
De maio a novembro de 1905, Kazunori viajou pela Europa, passando pela França, Itália, Budapeste, Berlim e Países Baixos. Em 1907, terminou seu curso na Academia Real, tendo contribuído treze vezes com a exposição de verão da academia entre 1908 e 1927. Ganhador de vários prêmios, contribuiu também com exposições durante o pós-guerra em 1915.
Kazunori retornou ao Japão em 1918 levando consigo obras de pintores britânicos e belgas para a "Exposição de Pintores Famosos da Europa" em Mitsukoshi naquele verão com apoio da embaixada da Bélgica. Em 1921, retornou à Inglaterra, retornando ao Japão em 1924.

## Morte
Kazunori morreu em 3 de maio de 1928, aos 51 anos.

## Galeria

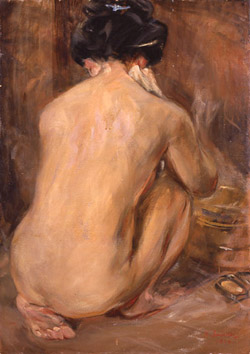
Study, 1924
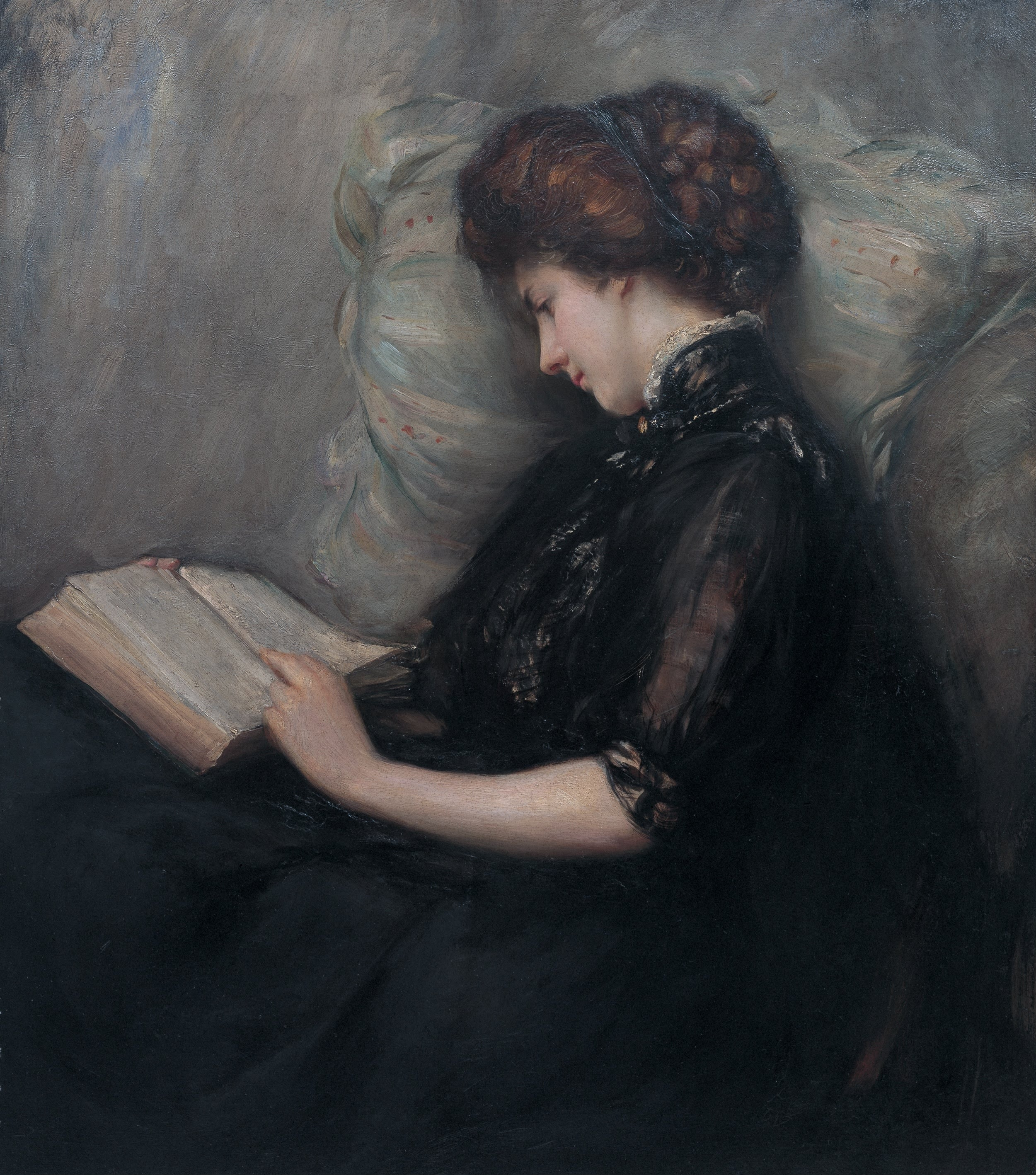
Lady Reading Poetry 1906
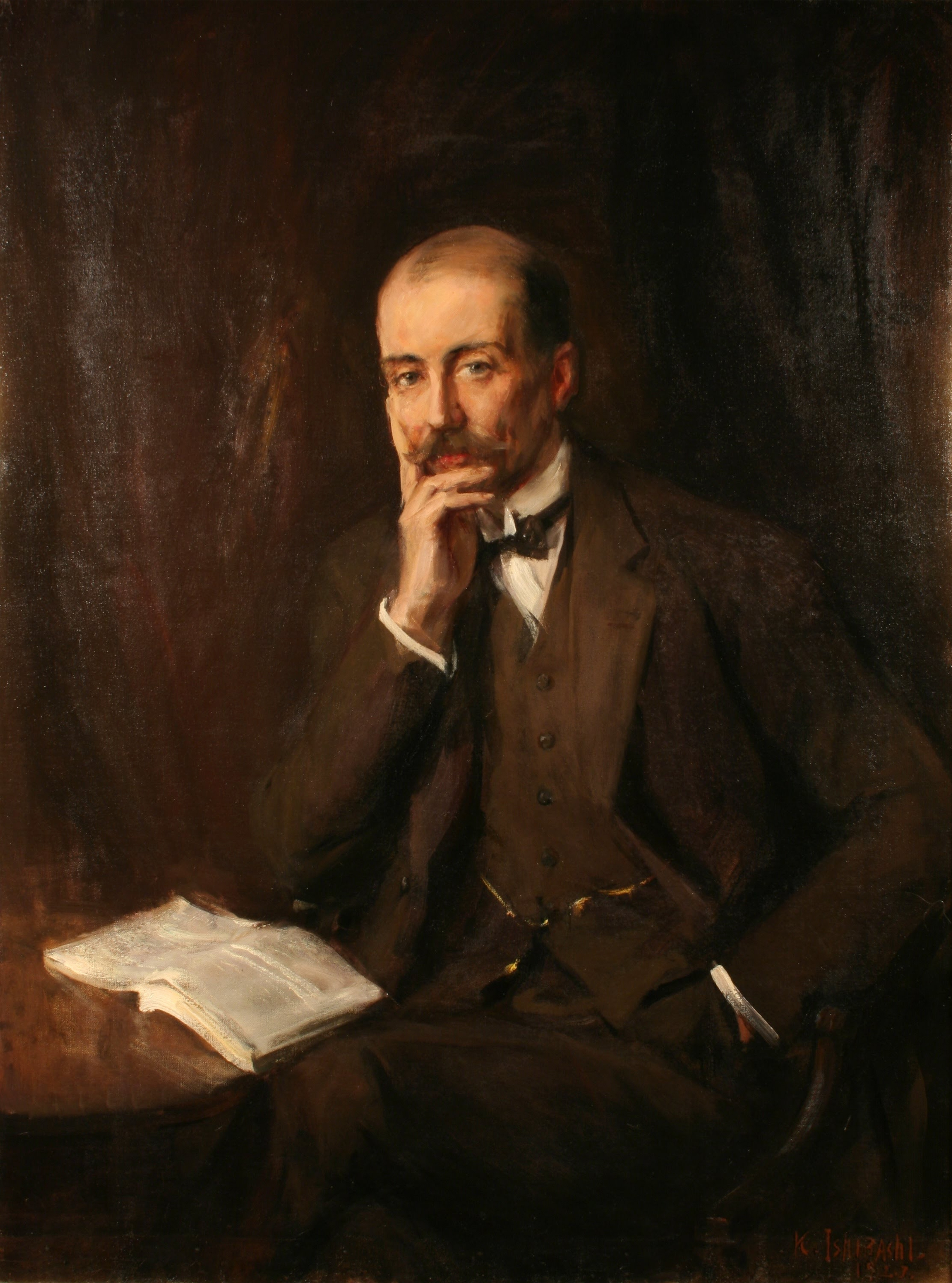
Sir Adrian Boult, 1923
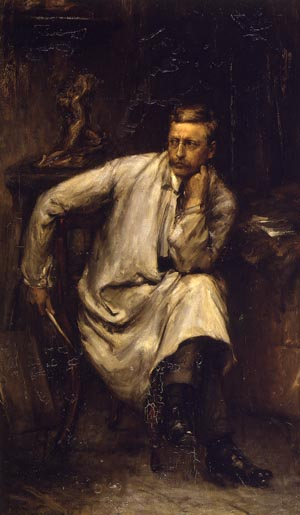
File:Sculptor, 1911